# Omsorg
Omsorg brukar syfta på offentlig omsorg, som barnomsorg, äldreomsorg och funktionshinderomsorg.
Med omsorgsarbete avses praktiska sysslor inom dessa områden. Dessa kan involvera såväl fysiska som känslomässiga handlingar, tillsyn, omvårdnad, omtänksamhet och uppmärksamhet.
Formell omsorg bedrivs av samhället och är avlönat. Exempel på formell omsorg finns inom barnomsorg, äldreomsorg och insatser till människor med funktionsnedsättningar. Den formella omsorgen regleras av lagar och förordningar. Informell omsorg sker mellan individer och grupper som oavlönat tar hand om och hjälper varandra, till exempel mellan släkt, vänner och grannar.
Orden omtänksamhet, eftersyn, skötsel och vård är några ord som förknippas med omsorg. Omsorg förknippas även med kärlek och omtänksamhet.